# Régence

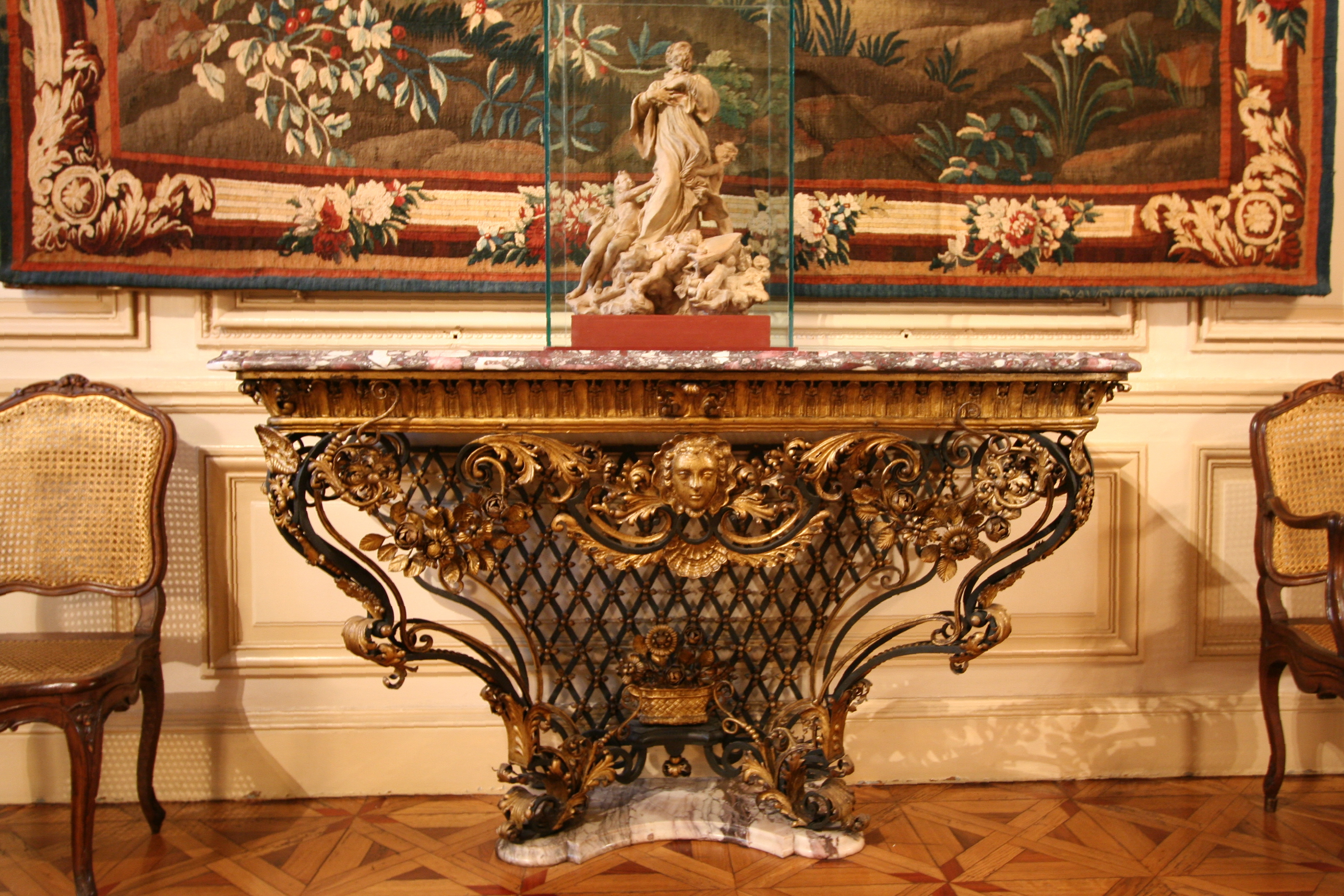
Tafel in régence stijl

De Régence (Frans voor "regentschap") was de periode in de Franse geschiedenis tussen 1 september 1715 en 15 februari 1723. Het land werd toen in naam van de minderjarige koning Lodewijk XV bestuurd door een regent. Dit was Filips van Orléans, de neef van de overleden Lodewijk XIV. De bijbehorende stijl uit deze overgangsperiode wordt ook in het Nederlands Régence genoemd. Andere aanduidingen van deze stijl zijn late barok en pre-rococo.

## Kunst

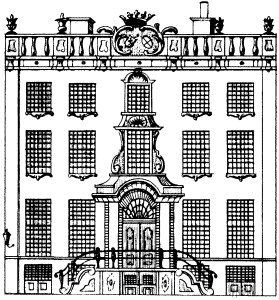
Herengracht 520, een grachtenpand met Régence decoratie. Gravure door Caspar Philips uit het Grachtenboek.

In Frankrijk wordt de term Style Régence gebruikt voor de vernieuwende beeldende kunst die tussen 1715 en 1730 werd vervaardigd, het eerst in de binnenhuisarchitectuur. De nadruk kwam meer te liggen op intimiteit en raffinement en minder op indrukwekkendheid. De logge, pompeuze, symmetrische barok maakte langzaam maar zeker plaats voor meer luchtige en speelse vormen van decoratie, om onder Lodewijk XV uit te monden in de frivole rococo. Kenmerkend zijn het diamant- en schubmotief, schelpen, espagnolettes, dierenfiguren en opkrullende bladeren zoals acanthus en zonnebloem.
Voorgangers van de stijl waren de interieurontwerpers Charles Le Brun, Nicolas Pineau en André-Charles Boulle en schilders Claude Gillot en Antoine Watteau. De schrijver-architect Germain Boffrand en de meubelmakers Gille-Marie Oppenordt (1672-1742) en Charles Cressent (1685-1768) waren belangrijke pleitbezorgers van de vernieuwing. Régence meubelair is vanwege de combinatie van luxe en gemak populair bij verzamelaars.
De Engelse term Regency style is van toepassing op Britse kunst uit het begin van de 19e eeuw, ruwweg tussen 1795 en de troonsbestijging van koningin Victoria in 1837. Deze meer zakelijke stijl dankt zijn naam aan de regering van Prince Regent George IV tussen 1811 en 1820.